# Epimerellidae
Epimerellidae zijn  een familie van mijten. Bij de familie zijn twee geslachten met zeven soorten ingedeeld.